# (471325) 2011 KT19
(471325) 2011 KT19 ist ein Planetoid, der am 31. Mai 2011 im Rahmen der Mount Lemmon Survey entdeckt wurde und zur Gruppe der Transneptunischen Objekte gehört. Der Asteroid läuft auf einer mäßig exzentrischen Bahn in über 212 Jahren um die Sonne. Die Bahnexzentrizität seiner Bahn beträgt 0,33, wobei diese 110,15° gegen die Ekliptik geneigt ist, so dass er eine retrograde Umlaufbahn aufweist.
Er trägt den inoffiziellen Namen „Niku“ und ist der absolut hellste bekannte retrograde Planetoid unseres Sonnensystems.
| |
| Die Bahn von 2011 KT 19 in Relation zu den Planeten des Sonnensystems und dem Zwergplaneten Pluto                                                    |
| Die Bahnen der beiden TNOs Niku (lila) und Drac (gelb) in ihren retrograden Bahnen sowie die Bahnen der anderen Planeten: Pluto ist rot dargestellt. |